# Argyrostrotis figurata
Argyrostrotis figurata är en fjärilsart som beskrevs av Walker 1862. Argyrostrotis figurata ingår i släktet Argyrostrotis och familjen nattflyn. Inga underarter finns listade i Catalogue of Life.